# Udea latipennalis
Udea latipennalis is een vlinder uit de familie van de grasmotten (Crambidae), uit de onderfamilie van de Spilomelinae. De wetenschappelijke naam van deze soort is voor het eerst voorgesteld als Pionea latipennalis door Aristide Caradja in een publicatie uit 1928.
De soort komt voor in Mongolië.